# Torekov
Torekov est une localité suédoise dans la commune de Båstad en Scanie.
Sa population était de 1 110 habitants en 2019. 